# 东枝体育场
东枝体育场，是一座位于缅甸东枝的多用途体育场，可容纳7000人，目前是缅甸国家足球联赛球队掸联的主场。

## 相关链接
- Stadium information（页面存档备份，存于）

20°46′42″N 97°02′16″E / 20.77833°N 97.03778°E